# Кричевский, Николай Васильевич
Николай Васильевич Кричевский (укр. Микола Васильович Кричевський; 1898 — 1961) — украинский живописец, график, театральный художник.
Старший сын Кричевского Василия Григорьевича (1872—1952).

## Биография
Родился в городе Харькове 24 ноября 1898 года.
Окончил Киевскую 4-ю гимназию. В 1921 году — художник-декоратор Русского театра в Ужгороде,  режиссёром и директором которого до 1923 года был Садовский, Николай Карпович.
В 1928 году в Праге окончил художественную промышленно-декоративную школу.
В 1929 году переехал в Париж.
Принимал участие в выставках во Львове, Париже, Варшаве, Праге, Брюсселе, Риме.
Создал  иллюстрации к «Тарасу Бульбе» Н. Гоголя.
Умер 11 сентября 1961 года.